# Pierre Auguste Daudé
Pierre Auguste Daudé est un homme politique français né le 15 février 1798 à Saint-Germain-de-Calberte (Lozère) et décédé le 10 septembre 1867 au même lieu.

## Biographie
Pierre-Auguste Daudé est suppléant de justice de paix à Saint-Germain-de-Calberte en 1836, puis est promu juge de paix dans la même juridiction en avril 1837. Il est nommé juge de paix à Valgorge en octobre 1844.
Avocat, conseiller général, il est député de la Lozère de 1847 à 1848, siégeant avec la majorité. Il est maire de Saint-Germain-de-Calberte en 1857.
Il meurt le 10 septembre 1867 à Saint-Germain-de-Calberte.

## Distinctions
- Chevalier de la Légion d'honneur (décret du 14 août 1865)[3]

## Sources
- « Pierre Auguste Daudé », dans Adolphe Robert et Gaston Cougny, Dictionnaire des parlementaires français, Edgar Bourloton, 1889-1891 [détail de l’édition]
- Jean-Claude Farcy, Rosine Fry, Annuaire rétrospectif de la magistrature xixe-xxe siècles, Centre Georges Chevrier - (Université de Bourgogne/CNRS), 2010.